# Histoire de la Rhodésie du Sud pendant la Première Guerre mondiale

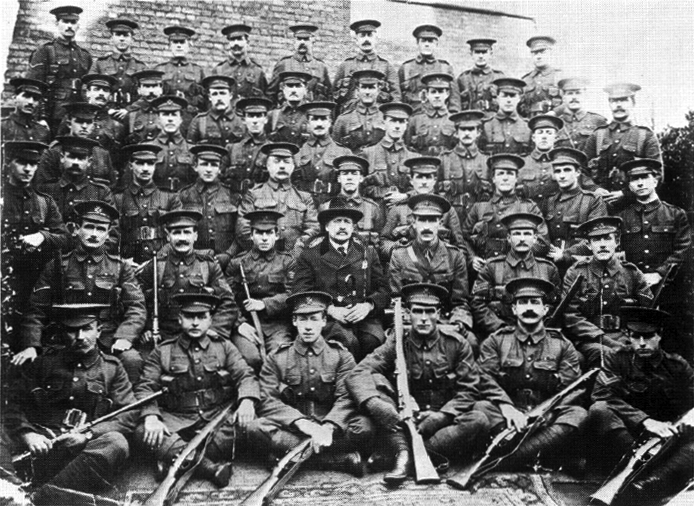
La section rhodésienne originelle du corps royal des fusiliers du Roi photographiée à Sheerness dans le Sud-Est de l'Angleterre en novembre 1914.

L'histoire militaire de la Rhodésie du Sud pendant la Première Guerre mondiale commença le 4 août 1914 quand le Royaume-Uni déclara la guerre à l'Allemagne en emmenant avec lui les dominions et les colonies de l'Empire britannique. Les colons de la Rhodésie du Sud, alors administrée par la British South Africa Company (« Compagnie britannique d'Afrique du Sud »), accueillirent la nouvelle avec une grande ferveur patriotique et l'administrateur William Milton télégraphia à Londres : « Toute la Rhodésie… prête à faire son devoir ». Même si elle soutenait le Royaume-Uni, la Compagnie s'inquiétait néanmoins des possibles répercussions économiques d'une participation à l'effort de guerre et la majorité des contributions de la colonie au conflit fut réalisée au niveau individuel. Certains Rhodésiens se portèrent volontaires pour combattre à l'étranger tandis que d'autres restèrent dans le pays pour lever des fonds et fournir du matériel et d'autres équipements.
Immédiatement après le début des hostilités, des groupes de Rhodésiens du Sud blancs se rendirent en Grande-Bretagne et rejoignirent l'armée britannique. La plupart de ceux qui servirent durant le conflit s'enrôlèrent de cette manière et combattirent essentiellement sur le front de l'Ouest. Ils furent déployés dans le corps royal des fusiliers du Roi au sein d'unités soit exclusivement rhodésiennes soit à majorité sud-africaine ou britannique. Du fait de leur expérience de pionnier dans le veld, ces soldats s'illustrèrent en tant que tireurs de précision. Certains intégrèrent le Royal Flying Corps qui devint, avec le Royal Naval Air Service, la Royal Air Force en 1918. Le régiment de Rhodésie, le régiment indigène de Rhodésie et la British South Africa Police combattirent également en Afrique et participèrent aux campagnes d'Afrique du Sud-Ouest et de l'Est.
Bien qu'elle ait été l'un des rares belligérants à ne pas avoir fait appel à la conscription, la Rhodésie du Sud contribua plus, en proportion de sa population blanche, à l'effort de guerre britannique que tout autre territoire de l'Empire, y compris le Royaume-Uni. Près de 5 716 soldats rejoignirent des unités combattantes, dont 1 720 en tant qu'officiers, soit environ 40 % des hommes blancs de la colonie. 2 507 soldats noirs combattirent dans le régiment indigène de Rhodésie, de même que 30 dans le régiment de Rhodésie et environ 350 dans les unités britanniques et sud-africaines. Au total, plus de 800 Rhodésiens du Sud, de toutes origines, perdirent la vie durant la Première Guerre mondiale et beaucoup d'autres furent blessés.
La participation du territoire à la Première Guerre mondiale devint un des éléments central de l'histoire du pays et une grande source de fierté pour la communauté blanche et quelques noirs. Elle contribua à l'octroi d'un gouvernement responsable par le Royaume-Uni en 1923 et resta influente dans la mémoire collective pendant des décennies. Lorsque le gouvernement colonial proclama unilatéralement son indépendance en 1965, il le fit délibérément le 11 novembre. Depuis la reconstitution du pays qui devint le Zimbabwe en 1980, le gouvernement de Robert Mugabe a retiré de nombreuses références au conflit comme des mémoriaux des espaces publics en considérant qu'il s'agissait de vestiges inappropriés de la domination de la minorité blanche et du colonialisme. La Première Guerre mondiale a donc en grande partie disparu de la mémoire culturelle zimbabwéenne.

## Contexte

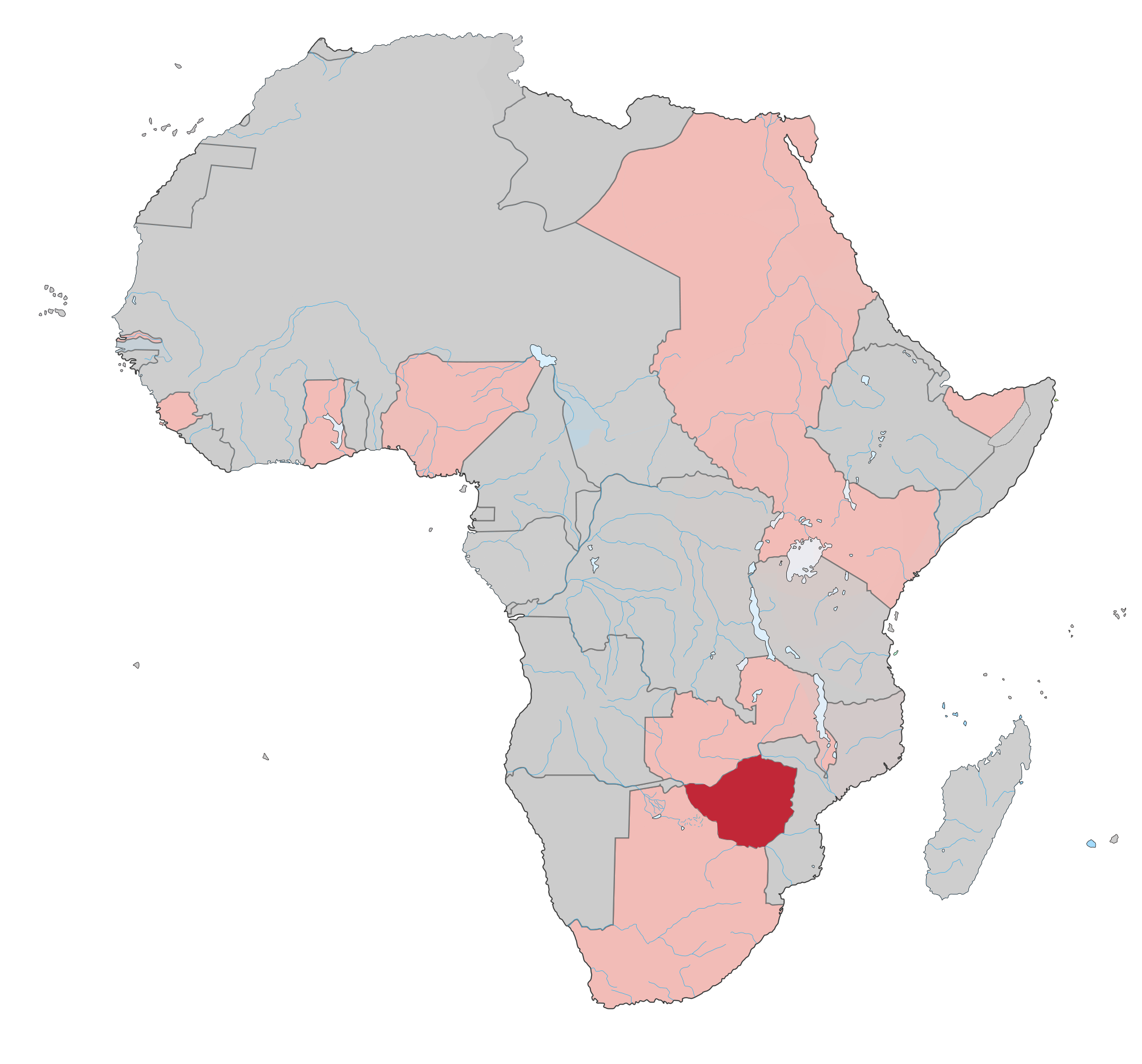
Carte de l'Afrique en 1914 avec la Rhodésie du Sud en rouge et les autres possessions britanniques en rose.

Au début de la Première Guerre mondiale, la Rhodésie du Sud était administrée par la British South Africa Company (« Compagnie britannique d'Afrique du Sud »). Cette dernière avait acquis ce territoire et celui de la Rhodésie du Nord dans les années 1890 par la diplomatie et la force. En 1911, la population blanche de la Rhodésie du Sud comptait 23 606 personnes et représentait environ 3 % de la population du territoire; en Rhodésie du Nord, les 3 000 colons blancs n'en formaient que 1 %,. Avant le début des hostilités, la question principale en Rhodésie était l'expiration de la charte de la Compagnie à la fin de l'année 1914. Les colons étaient divisés entre ceux qui souhaitaient son renouvellement et donc le maintien d'une compagnie à charte et ceux qui défendaient la mise en place d'un gouvernement responsable et l'autonomie de la Rhodésie du Sud au sein de l'Empire britannique. Certains demandaient également une intégration du territoire à l'Union d'Afrique du Sud devenue un dominion en 1910. En 1915, la charte fut renouvelée pour une durée de dix ans.
Avant 1914, la force de police de Rhodésie du Sud était la British South Africa Police (BSAP) créée en 1889 et transformée en une entité plus permanente en 1896. Cette force paramilitaire d'infanterie montée était également en théorie l'armée de métier du pays,. Elle servit dans la première et la seconde guerre ndébélé dans les années 1890 et dans la seconde guerre des Boers de 1899-1902 aux côtés du régiment de Rhodésie spécialement créé; en 1914, elle comprenait environ 1 150 hommes, officiers compris. Les réserves existaient sous la forme des volontaires de Rhodésie du Sud, une force non professionnelle exclusivement blanche d'environ 2 000 membres destinée à être mobilisée dans l'éventualité d'une insurrection locale. Bien que très motivés, ces hommes manquaient d'entraînement et d'équipement ; sans doute efficaces dans une guerre de guérilla dans le veld, la plupart des observateurs doutaient de leur capacité à affronter une armée professionnelle dans le cadre d'une guerre conventionnelle. De fait, les contrats de mobilisation des volontaires ne les obligeaient à servir qu'en Rhodésie.

## Déclenchement du conflit

### Annonce et réception
Lorsque le Royaume-Uni déclara la guerre à l'Allemagne à 23 h GMT le 4 août 1914, les dominions et les colonies de l'Empire britannique furent automatiquement engagés dans le conflit. L'annonce arriva à Salisbury, la capitale de la Rhodésie du Sud, pendant la nuit. Tôt le 5 août et avant même que la nouvelle ne soit rendue publique, l'administrateur William Milton télégraphia à Whitehall: « Toute la Rhodésie est unie dans une loyauté fidèle au Roi et à l'Empire et est prête à faire son devoir ». Quelques heures plus tard, il annonça officiellement que la Rhodésie du Sud était en guerre. Les journaux The Rhodesia Herald et Bulawayo Chronicle publièrent des éditions spéciales pour informer la population; il fallut plusieurs jours pour que tout le pays soit informé mais des manifestations jingoïstique commencèrent presque immédiatement dans les principales villes.
Pour l'historien Peter McLaughlin, les colons de Rhodésie du Sud semblèrent dépasser les Britanniques dans leur enthousiasme patriotique et beaucoup furent frustrés quand la Compagnie ne s'engagea pas immédiatement dans des actions martiales. Alors qu'elle envoyait des messages de soutien à Londres, la Compagnie estimait qu'elle ne pouvait pas former de corps expéditionnaire sans évaluer au préalable les conséquences que cela aurait. Du point de vue économique, elle risquait la faillite et sa direction s'interrogeait sur qui de la Compagnie, des contribuables rhodésiens ou du gouvernement britannique allait assumer les dépenses militaires.
Alors que les journaux locaux se remplissaient de lettres de lecteurs exigeant l'envoi immédiat de troupes rhodésiennes en Europe, l'administration déploya uniquement une section de la BSAP au pont des chutes Victoria pour le protéger d'une possible attaque allemande depuis le Sud-Ouest africain via la bande de Caprivi. Au début du mois de septembre, le colonel Raleigh Grey, une figure influente de la politique et des affaires locales, publia une lettre indignée dans le The Rhodesia Herald dans laquelle il accusait la Compagnie « d'insulter un pays britannique » en faisant si peu.

### Réserves rhodésiennes
Quelques jours après le déclenchement de la guerre, la Compagnie créa les réserves rhodésiennes, une entité mal définie destinée à accueillir les nombreux blancs désireux de revêtir l'uniforme et à organiser ce qui pourrait devenir une force expéditionnaire. Des citoyens influents et des représentants locaux formèrent leurs propres sections de 24 volontaires ; trois ou quatre de ces unités de 25 hommes étaient ensuite rassemblées au sein d'une compagnie. Les volontaires pouvaient choisir de servir outre-mer, en Rhodésie ou localement ; au total, près d'un millier d'hommes s'étaient portés volontaires avant le 13 août.
La Compagnie proposa au gouvernement britannique de déployer 500 soldats des réserves rhodésiennes en Europe pour former une unité entièrement rhodésienne sur le front de l'Ouest en France et en Belgique mais le War Office estima qu'une telle force expéditionnaire serait plus utile en Afrique au sein des forces sud-africaines. Informés de cette initiative, les Sud-Africains déclarèrent qu'ils seraient ravis d'accueillir des Rhodésiens mais seulement s'ils étaient intégrés séparément dans des unités existantes. La Compagnie se trouvait alors dans la situation étrange d'avoir une potentielle force expéditionnaire dont personne ne voulait. Peu disposés à attendre, certains volontaires rhodésiens se rendirent d'eux-mêmes en Grande-Bretagne pour s'enrôler directement dans l'armée britannique soit de manière individuelle soit en groupes. À la fin du mois d'octobre 1914, environ 300 avaient fait ce choix.

## Europe

### Front de l'Ouest

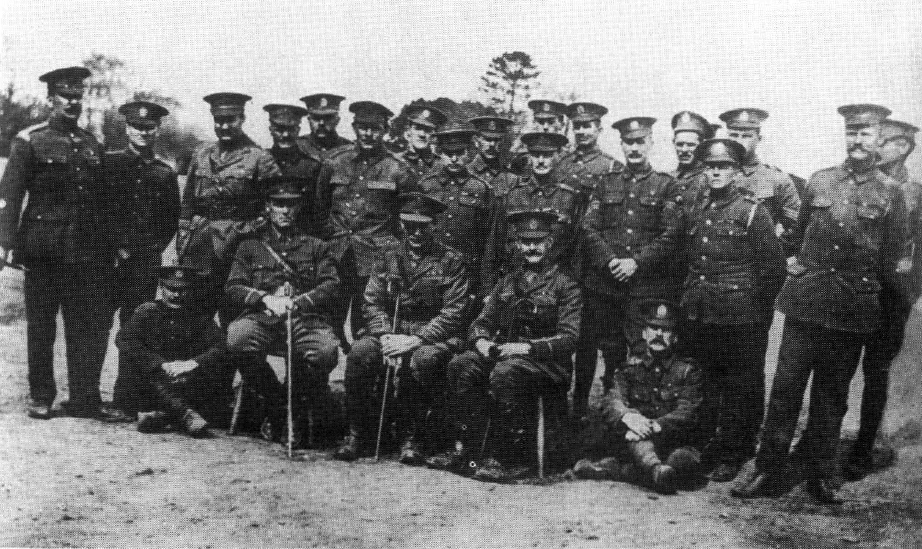
Soldats rhodésiens du régiment de cavalerie King Edward's Horse de l'armée britannique

En termes d'effectifs, la principale contribution de la Rhodésie du Sud durant la Première Guerre mondiale eut lieu dans les tranchées du front de l'Ouest. Comme les Blancs rhodésiens rejoignirent l'armée britannique séparément et à des dates différentes, ils furent dispersés dans des dizaines de régiments dont les Black Watch, les Coldstream Guards, les Grenadier Guards, les Royal Engineers et les Royal Marines ainsi que dans des unités sud-africaines. Dans les premiers mois du conflit, les volontaires rhodésiens qui ne pouvaient financer leur voyage en Grande-Bretagne furent aidés par une organisation fondée par Ernest Lucas Guest (en), un avocat de Salisbury et vétéran de la seconde guerre des Boers. Il organisa également une campagne de recrutement mais cessa ses activités à la demande de la Compagnie après la création du 1er régiment de Rhodésie en octobre 1914.
Un lien particulier se développa avec le corps royal des fusiliers du Roi (KRRC) dont les effectifs rhodésiens, quelques centaines d'hommes principalement dans les 2e et 3e bataillons, étaient les plus importants sur le front de l'Ouest. Les origines de ces relations venaient d'une conversation impromptue à bord du navire qui emmenait les premiers volontaires rhodésiens du Cap à Southampton à la fin de l'année 1914. Le marquis de Winchester Henry Paulet, un ami du fondateur de la Compagnie, Cecil Rhodes, se trouvait également dans le navire et il échangea avec John Banks Brady, l'officier d'origine irlandaise qui menait les volontaires. Le marquis lui demanda où allait son groupe et Brady répondit avec enthousiasme qu'ils allaient combattre ensemble en France. Paulet l'avertit que comme il serait difficile pour eux de ne pas être dispersés lors du processus d'enrôlement, il serait préférable que les Rhodésiens rejoignent le KRRC dont la garnison se trouvait à Winchester. Le contingent rhodésien fut dûment intégré au sein du corps et une section, par la suite surnommée la « section rhodésienne », fut formée sous le commandement de Brady au camp d'entraînement de Sheerness sur l'île de Sheppey dans le Kent.
De manière générale, les Rhodésiens blancs déployés outre-mer arboraient une attitude farouchement pro-britannique associée à une fierté encore plus importante d'être Rhodésiens. Beaucoup considéraient leur participation au conflit, notamment dans des unités « rhodésiennes » distinctes, comme une étape dans la création d'une véritable identité nationale qui aiderait la cause d'un gouvernement responsable en Rhodésie du Sud. L'existence d'une section explicitement rhodésienne dans le KRRC rendit l'unité populaire auprès de l'opinion publique rhodésienne et cela attira de nouveaux volontaires. Alors que les colons habitués à la vie sur le front pionnier de l'Empire étaient souvent familiers des armes à feu, la plupart des Britanniques n'en avaient jamais vu. À Sheerness, la section rhodésienne de Brady se fit rapidement connaître pour ses qualités dans le tir de précision et elle établit un record régimentaire au stand de tir.
Dès son déploiement en France en décembre 1914, la section rhodésienne subit de lourdes pertes. Tout au long de la guerre, des volontaires continuèrent à rejoindre la Grande-Bretagne et les unités sur le front de l'Ouest recevaient régulièrement de petits groupes en renforts. Les pertes étaient cependant concentrées sur de courtes périodes et il fallait généralement quelques mois pour que les unités retrouvent leur effectif complet. Dans ce qui devint un cycle, les unités rhodésiennes en France et en Belgique étaient soudainement décimées puis étaient progressivement renforcées avant de subir à nouveau de lourdes pertes au combat. Lorsque des sections rhodésiennes du KRRC participaient aux offensives britanniques, elles étaient facilement identifiables grâce à leur cri de guerre distinctif. Dans certains lieux, les positions allemandes et britanniques étaient si proches les unes des autres que les combattants pouvaient écouter les conversations dans les tranchées adverses ; un groupe de Rhodésiens dans cette situation parla ainsi avec un mélange de shona et de sindebele, deux langues indigènes d'Afrique australe, au lieu de l'anglais pour éviter d'être compris par les Allemands.
La guerre dans les tranchées du Nord de la France et en Belgique était difficile pour tous les soldats mais les Rhodésiens venant des régions chaudes d'Afrique australe n'étaient pas habitués au froid et à la boue et en souffraient particulièrement. Brady rapporta que certains de ses hommes furent atteints de gelures moins de 48 heures après leur arrivée dans les tranchées. Malgré cela, les Rhodésiens du KRRC étaient appréciés par leurs supérieurs ; le lieutenant-colonel Edward Hutton, qui écrivit un livre sur l'unité, rapporta que le contingent rhodésien « s'illustra par son courage et son habileté au tir ». Alors qu'il évoquait une section de tireurs du KRRC, Hutton distingua ses membres rhodésiens pour leur précision et commenta « qu'habitués à la chasse au gros gibier (en), [ils] excellent particulièrement dans ce rôle de « snipers » et infligent des pertes continues à l'ennemi ». Dans leur ouvrage sur les tireurs d'élite de 2008, Pat Farey et Mark Spicer soulignèrent les prouesses des tireurs rhodésiens sur le front de l'Ouest et avancèrent qu'un groupe de 24 d'entre eux fit plus de 3 000 morts et blessés dans les rangs allemands.

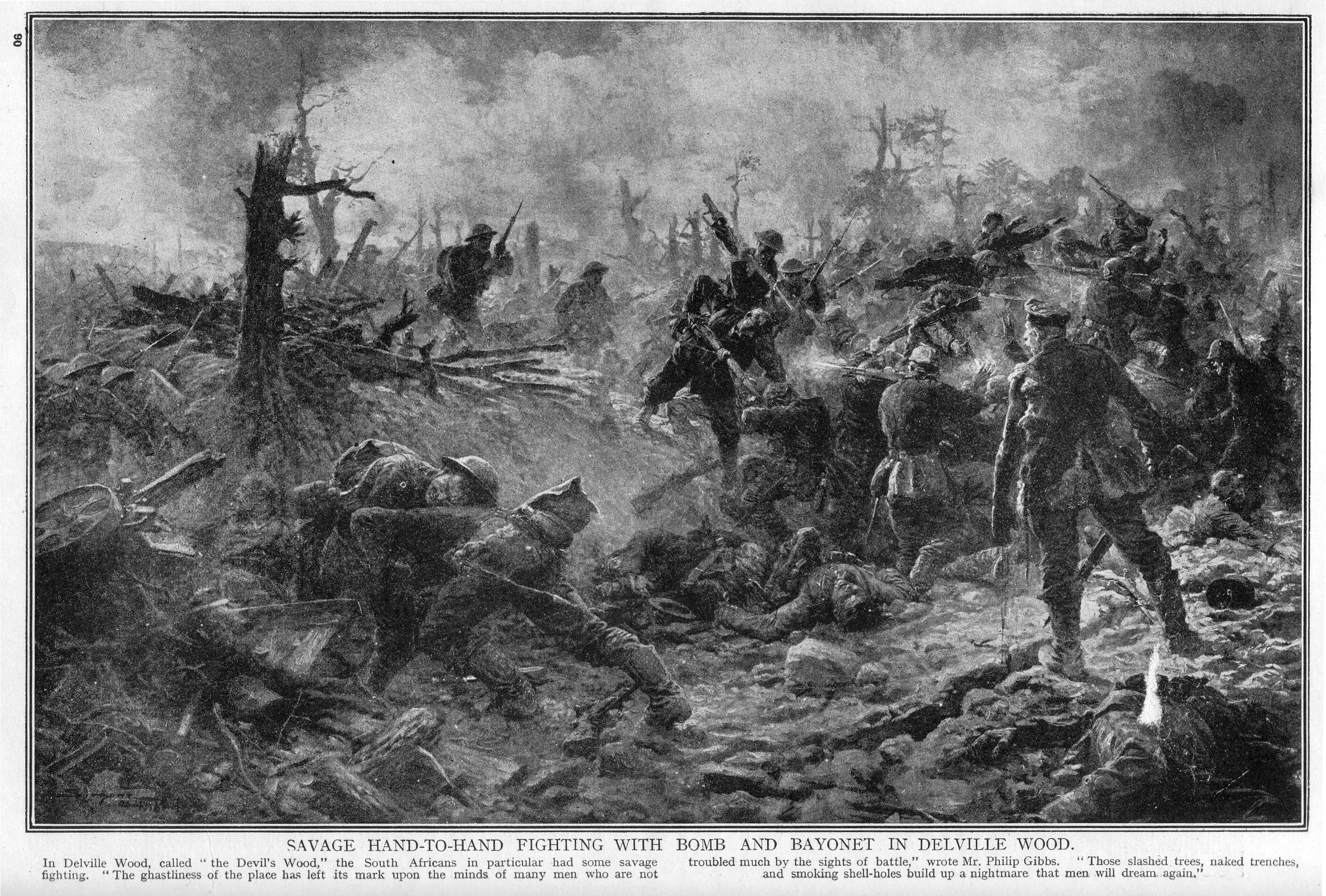
Sud-Africains et Rhodésiens affrontant les Allemands au corps à corps lors de la bataille du bois Delville ; dessin contemporain britannique.

Comme de nombreux Rhodésiens furent retirés du front pour suivre une formation d'officier au milieu de l'année 1915, Brady demanda à Salisbury et Bulawayo d'envoyer de nouveaux volontaires pour les remplacer. Le besoin de renforts fut également souligné par les lourdes pertes. Une section rhodésienne du 2d bataillon du KRRC participa à la grande offensive du 1er juillet 1916 lors du premier jour de la bataille de la Somme et prit d'assaut les positions allemandes. Sur 90 Rhodésiens avant l'attaque, seuls dix n'avaient pas été tués ou blessés à la fin de l'attaque. Également sur le front de la Somme, les Rhodésiens prirent part aux combats du bois Delville qui commencèrent le 14 juillet. Il s'agissait du premier engagement de la 1re brigade d'infanterie sud-africaine et certains soldats se noircirent le visage et imitèrent les cris de guerre et les pratiques martiales zouloues. Malgré un niveau de perte catastrophique (80 % des hommes avaient été tués, blessés ou capturés), l'unité s'empara du bois et le conserva jusqu'à l'arrivée de la relève le 20 juillet. Lors de son retrait, la 1re brigade sud-africaine qui comptait initialement 3 155 hommes dont 123 officiers avait été réduite à 19 officiers et 600 soldats. Le bois Delville fut par la suite décrit par l'historien et théoricien militaire Basil Henry Liddell Hart comme « l'enfer militaire le plus sanglant de 1916 ». Un vétéran de la bataille écrivit dans une lettre au pays : « Dieu sait que je ne veux jamais revoir ces visions horribles… par moments, je souhaitais que [la mort] vienne rapidement, n'importe quoi pour me sortir de ce lieu coupe-gorge et meurtrier ».
Les attaques chimiques furent l'une des expériences les plus traumatisantes pour les combattants des deux camps. Les Allemands utilisèrent à la fois des agents incapacitants comme des lacrymogènes et des composés plus nocifs comme le gaz moutarde, le chlore et le phosgène. Même si elles étaient rarement mortelles, les attaques chimiques causaient des blessures graves et très douloureuses. Un Rhodésien décrivit les effets des gaz comme similaires à une « noyade lente ». L'armée britannique distribua des masques anti-gaz mais selon Brady, ces derniers étaient souvent peu efficaces. Les blessures aux yeux, aux poumons et aux différentes muqueuses étaient fréquemment handicapantes et pouvaient affecter les hommes pendant des années après la guerre.
En juillet 1917, une section rhodésienne du KRRC fut félicitée par un officier supérieur britannique qui décrivit les coloniaux comme des « soldats absolument remarquables et de vrais gentlemans, tout aussi bons en tant que soldats… que notre bon vieux corps expéditionnaire ». À la même période, une autre section fut déployée en Belgique sur la rive orientale de l'Yser près de Nieuport en Flandre aux côtés du régiment du Northamptonshire. Après une longue préparation d'artillerie, l'infanterie allemande prit d'assaut les lignes britanniques et encercla la section rhodésienne. Au terme de violents combats au corps à corps, la plupart des Rhodésiens furent tués ou capturés. Le Bulawayo Chronicle publia une eulogie et compara leur destin à celui de la patrouille Shangani d'Allan Wilson massacrée par les Matabélés en 1893. Plus tard en 1917, une section rhodésienne du KRRC participa à la bataille de Passchendaele près d'Ypres.
Des troupes rhodésiennes continuèrent à être déployées sur le front de l'Ouest jusqu'à la fin de la guerre dont des vétérans du 2d régiment de Rhodésie qui avaient combattu en Afrique de l'Est. À la fin du conflit, l'armée britannique envoya certains officiers rhodésiens sur le front pour promouvoir la colonie et encourager l'émigration des soldats britanniques après la guerre.
En 1915, une section de 70 Rhodésiens déployée en France fut transférée sur le front de Macédoine. Même si ce front était relativement calme, les effectifs de l'unité furent lentement réduits ; il ne restait plus que 26 hommes en janvier 1917 et à la fin du conflit, ils étaient si peu nombreux que la section avait virtuellement disparu. La plupart avaient été tués au combat ou faits prisonniers par les Bulgares.

### Aviateurs
Certains Rhodésiens s'enrôlèrent dans le Royal Flying Corps (RFC) qui devint, avec le Royal Naval Air Service, la Royal Air Force en avril 1918. Vers la fin de la guerre, le service des aviateurs des dominions et des colonies fut honoré par la distribution d'écussons d'épaule indiquant le pays d'origine de leur porteur ; en octobre 1918, les Rhodésiens reçurent ainsi des écussons portant l'inscription « rhodesia ».. Un des premiers aviateurs militaires de la colonie fut le lieutenant Arthur R. H. Browne originaire d'Umvuma (en) dans la province des Midlands qui fut affecté à l'escadron no 13 du RFC. Il fut tué lors d'un combat aérien le 5 décembre 1915, ; son appareil avait été acheté par les habitants de Gatooma dans le Mashonaland occidental et était l'un des cinq avions achetés grâce à des dons rhodésiens. Originaire de Dryden Farm, près de la ville frontalière de Plumtree (en) dans le sud-ouest, le lieutenant Frank W. H. Thomas, reçut la croix militaire britannique et la croix de guerre française avec fourragères, avant de succomber le 5 janvier 1918 de blessures reçues au combat.
Le lieutenant Daniel S. « Pat » Judson, né à Bulawayo en 1898, devint le premier pilote né en Rhodésie quand il intégra le RFC en avril 1916. Il fut gravement blessé lors d'une mission de bombardement en mars 1918 mais récupéra et resta dans l'unité jusqu'en avril 1919. Le premier as d'extraction rhodésienne fut le major George Lloyd, surnommé « Zulu», qui rejoignit l'escadron no 60 en avril 1917 et remporta quatre victoires avant d'être transféré dans l'escadron no 40 en juillet au sein duquel il obtint quatre autres victoires. Il reçut la croix militaire en mars 1918 pour « courage exceptionnel et sens du devoir » ainsi que l'Air Force Cross plus tard dans l'année. Le sous-lieutenant David « Tommy » Greswolde-Lewis, né à Bulawayo, fut le 80e et dernier pilote abattu par l'as allemand Manfred von Richthofen au nord-est de Villers-Bretonneux le 20 avril 1918 ; ayant pris feu en vol, l'avion s'écrasa et Lewis fut éjecté de la carcasse. Les balles de Richtofen avaient touché la boussole, les lunettes, le manteau et le pantalon du pilote rhodésien mais ce dernier s'en sortit avec uniquement des brûlures légères ; il passa le reste de la guerre dans un camp de prisonniers,.

## Afrique australe

### Rébellion Maritz

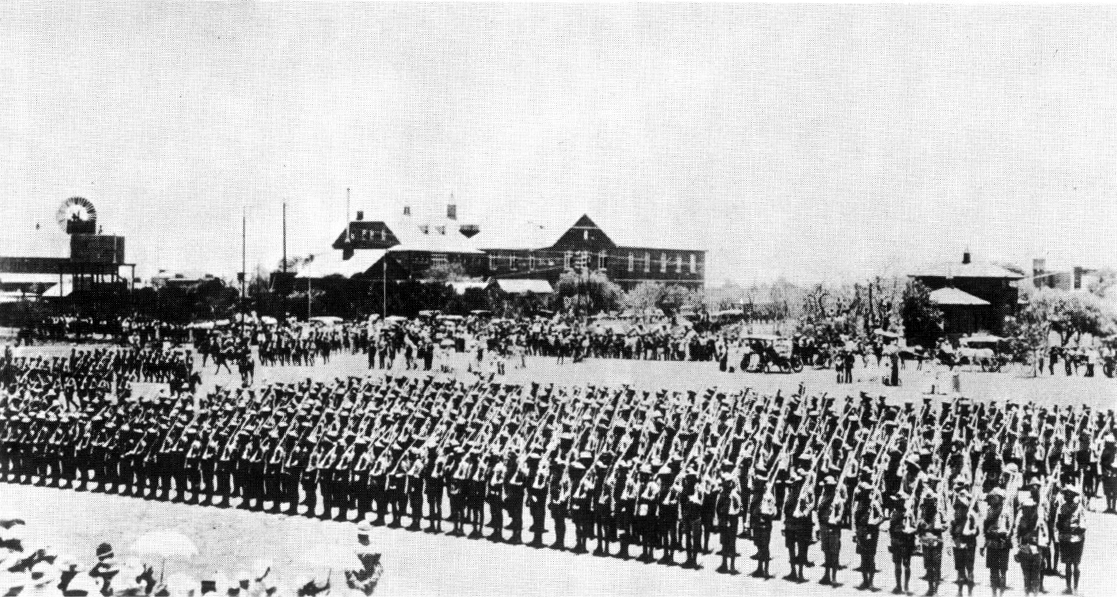
Parade du 1er régiment de Rhodésie à Bulawayo en 1914

En dehors de la prise de Schuckmannsburg (en) dans la bande de Caprivi par une force combinée de la BSAP et de la police de Rhodésie du Nord le 21 septembre 1914, les unités de la Compagnie ne prirent part à aucune action militaire dans les mois qui suivirent le début du conflit. Le premier ministre sud-africain et ancien général boer, Louis Botha, avait indiqué au Royaume-Uni que l'Afrique du Sud pouvait assurer sa propre sécurité et occuper le Sud-Ouest africain allemand sans aide. La garnison impériale allait donc être déployée en Europe sur le front de l'Ouest mais le lieutenant-colonel Manie Maritz, un ancien officier boer qui commandait à présent une unité de soldats parlant l'afrikaans, fit défection en septembre ; il espérait provoquer un soulèvement des Afrikaners contre la domination britannique en Afrique du Sud et restaurer les anciennes républiques boers. Botha demanda l'appui de la troupe de 500 hommes que la Compagnie avait assemblé pour réduire la possibilité de nouvelles défection en associant ses propres unités avec des troupes rhodésiennes farouchement pro-britanniques. Cette force expéditionnaire fut rapidement organisée à Salisbury et devint le 1er régiment de Rhodésie en référence à l'unité de volontaires rhodésiens qui avait participé à la seconde guerre des Boers. En dehors d'un petit contingent d'éclaireurs ndébélés (ou matabélés), l'unité était exclusivement blanche.
Après six semaines d'entraînement dans la capitale, le régiment fut transporté par train vers le sud en octobre 1914. Durant un arrêt à Bulawayo, il réalisa une parade devant environ 90 % de la population de la ville et Plumtree, la dernière étape avant la frontière, organisa une somptueuse réception en leur honneur. Malgré ces grandes cérémonies, la rébellion Maritz avait été écrasée avant que le régiment rhodésien n'atteigne sa destination à Bloemfontein. La grande majorité des troupes sud-africaines, y compris celles à majorité boers, étaient restées fidèles au gouvernement et la rébellion fut rapidement battue. Les Rhodésiens restèrent à Bloemfontein pendant un mois avant d'être redéployés au Cap où ils poursuivirent leur entraînement en vue de la campagne d'Afrique du Sud-Ouest.

### Campagne d'Afrique du Sud-Ouest

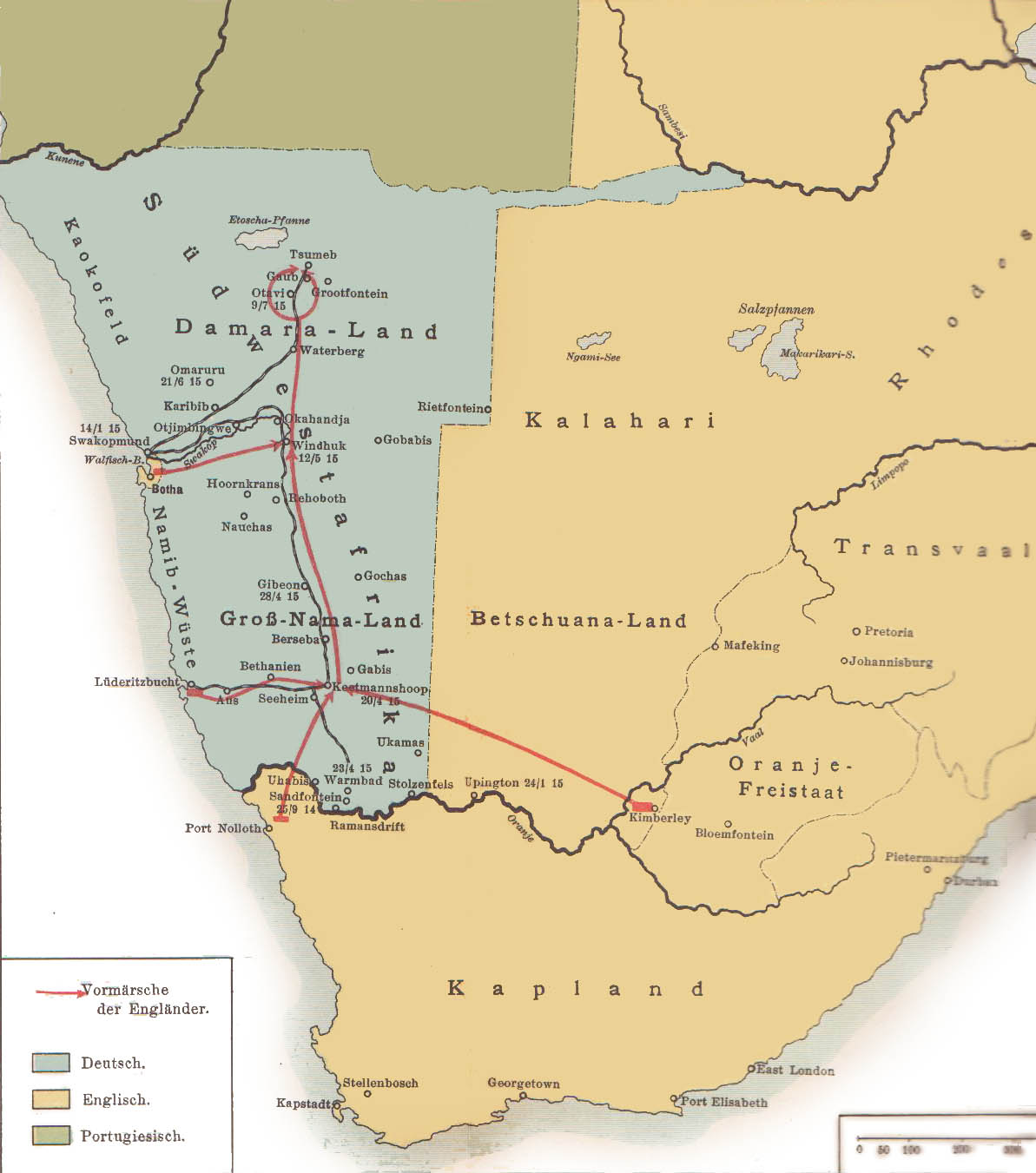
Carte de la campagne d'Afrique du Sud-Ouest montrant les mouvements de troupes sud-africains en rouge.

À la fin du mois de décembre 1914, la force du Nord sud-africaine commandée personnellement par Botha débarqua dans l'exclave de Walvis Bay située au milieu de la côte du Sud-Ouest africain allemand ; le 1er régiment de Rhodésie fit de même le 26 décembre. La force du Nord formait la première pince d'un mouvement en tenaille conçu par Botha pour encercler les forces allemandes dans la région. La seconde pince fut formée par deux petites colonnes sud-africaines qui partirent des provinces du Cap et de l'État libre d'Orange. L'objectif était Windhoek, la capitale de la colonie allemande. La centaine de kilomètres séparant Walvis Bay de Windhoek était cependant un désert inhospitalier et aride où les températures pouvaient dépasser les 50 °C le jour et descendre en dessous de zéro la nuit. Les tempêtes de sable et de poussière usaient les hommes et les équipements et l'eau était si rare que les unités sud-africaines et rhodésiennes en transportaient des centaines de tonnes avec eux. L'Allemagne avait basé une grande partie de sa stratégie défensive sur le fait que ce désert était infranchissable mais Botha était résolu à le traverser.
L'offensive depuis Walvis Bay commença en février 1915 avec la prise de Swakopmund, l'implantation allemande la plus proche à environ 20 km au nord ; la résistance fut limitée et les Allemands se retirèrent presque immédiatement non sans avoir dissimulé des pièges dans la ville. Le 1er régiment de Rhodésie engagea les Allemands alors que la force du Nord progressait à travers le désert vers l'est et perdit deux hommes lors d'une embuscade. Pour surmonter le terrain difficile du désert, Botha utilisa des troupes montées ou motorisées plus rapides que l'infanterie et le contingent rhodésien joua un rôle limité dans l'avancée sur Windhoek. Il fut essentiellement affecté à la protection d'une voie ferrée en construction mais participa également aux combats de Trekkopje où il déplora un tué et cinq blessés. La reddition de Windhoek en juillet 1915 mit fin aux combats dans la région même si de faibles activités de guérilla se poursuivirent jusqu'à la fin des hostilités en Europe.
Le 1er régiment de Rhodésie fut renvoyé au Cap où de nombreux soldats se plaignirent du manque de combats dans le Sud-Ouest africain et demandèrent à être libérés de leurs obligations pour pouvoir rejoindre la guerre en Europe. Les officiers supérieurs les assurèrent qu'ils verraient de l'action en Afrique de l'Est s'ils restaient mais beaucoup ne furent pas convaincus ; le régiment fut rapidement dissous en raison d'effectifs insuffisants. La majorité des vétérans embarqua dans des navires à destination de la Grande-Bretagne pour s'enrôler dans l'armée britannique tandis que d'autres intégrèrent des unités sud-africaines en partance pour l'Europe.

## Afrique de l'Est

Carte de l'Afrique en 1914 avec l'Afrique orientale allemande en vert foncé et les autres possessions allemandes en vert clair.

La colonie d'Afrique orientale avait été acquise par l'Allemagne durant les années 1880. En 1914, ce territoire d'environ 900 000 km2 comptait environ 5 000 colons blancs majoritairement allemands et était défendu par 216 officiers et soldats allemands et 2 450 auxiliaires indigènes appelés askaris ; les effectifs de la police étaient de 45 blancs et de 2 154 askaris. Du fait de l'éloignement de la métropole et de la suprématie de la Royal Navy dans l'océan Indien, l'Afrique orientale allemande ne reçut quasiment aucun soutien extérieur. La défense allemande assurée par le général Paul von Lettow-Vorbeck fut donc largement basée sur l'improvisation, la gestion judicieuse des ressources et des tactiques non conventionnelles. À leur maximum, les effectifs allemands furent de 3 300 blancs et d'environ 15 000 askaris.

### 2drégiment de Rhodésie
Du fait du grand nombre de volontaires pour le 1er régiment de Rhodésie, des préparatifs furent menés en novembre 1914 pour la création d'un second corps expéditionnaire qui devint le 2d régiment de Rhodésie en janvier 1915. Le mécontentement des hommes du 1er régiment qui avaient peu combattu dans le Sud-Ouest africain inquiéta les recruteurs de la nouvelle unité qui craignaient que l'Europe ne soit préférée par les nouveaux volontaires ; ils les assurèrent donc que s'ils restaient en Afrique dans le 2d régiment, les combats ne manqueraient pas. Ses effectifs atteignirent finalement 500 hommes, la même taille que le 1er, et 30 éclaireurs noirs furent également enrôlés.
Comme sa création était moins urgente, le 2d régiment de Rhodésie reçut un meilleur entraînement que le 1er. Durant huit semaines, soit deux de plus que pour la précédente unité, les recrues suivirent un entraînement centré sur l'exercice physique, la parade et le tir de précision jusqu'à 600 mètres. Le régiment quitta Salisbury le 8 mars 1915 en direction du port de Beira au Mozambique portugais. Il fut transporté par le SS Umzumbi jusqu'à Mombasa au Kenya britannique au nord de la colonie allemande où il fut débarqué moins d'une semaine après le départ de Salisbury. L'unité fut immédiatement déployée dans l'intérieur des terres à proximité de la frontière allemande non loin du Kilimandjaro qui était visible depuis le camp. Le 20 mars, le régiment fut inspecté par le général J. M. Stewart de l'armée des Indes britanniques qui déclara : « Je m'attendais à voir un régiment qui aurait besoin d'un peu d'entraînement… je vous ferais donc le plus beau des compliments en vous envoyant sur le front dès aujourd'hui ».
Le 2d régiment opéra efficacement durant sa première année sur le front et battait généralement les unités allemandes qu'il rencontrait. Ces dernières adoptèrent néanmoins des tactiques de harcèlement et se repliaient rapidement après le début des affrontements. Bien que fréquemment inférieurs en nombre et en armement, les Allemands avaient, du moins au début du conflit, l'avantage d'une artillerie ayant une plus longue portée que celle des Britanniques ; ainsi en juillet et août 1916, la progression rhodésienne hors de la ville kényane de Makindu (en) fut entravée par les bombardements allemands. Les longues distances de marches, le terrain difficile et les embuscades obligeaient les hommes du régiment à développer une endurance et résilience particulièrement élevées s'ils ne voulaient pas être renvoyés chez eux.
Les maladies tropicales tuèrent ou mirent hors combat bien plus de soldats rhodésiens que les troupes allemandes ; le régiment était parfois réduit à une force combattante de moins de cent hommes du fait de la fièvre des tranchées, du paludisme, de la dysenterie, de la maladie du sommeil et de nombreuses autres affections. Au total, il y eut 2 272 hospitalisations pour les 1 038 hommes qui servirent dans l'unité et 10 626 cas de maladie furent rapportés ; en moyenne, un soldat du 2d régiment fut donc hospitalisé deux fois et fut considéré malade à dix reprises. En janvier 1917, seuls 91 hommes étaient jugés aptes au combat; il ne s'agissait donc plus d'une force combattante efficace et en l'absence de renforts venant de Rhodésie du Sud, l'unité fut retirée du front à la fin du mois. Ceux en bonne santé reçurent un accueil triomphal à leur retour à Salisbury le 14 avril 1917 mais la majorité resta hospitalisée outre-mer pendant quelque temps.
La Compagnie envisagea brièvement de redéployer le 2d régiment en Europe mais l'armée britannique rejeta rapidement l'idée en déclarant que du fait de la petite taille de l'unité, elle serait inefficace dans la guerre de tranchées. Le régiment fut par conséquent dissous mais la majorité des hommes allèrent combattre sur le front de l'Ouest souvent au sein d'unités sud-africaines.

### Régiment indigène de Rhodésie

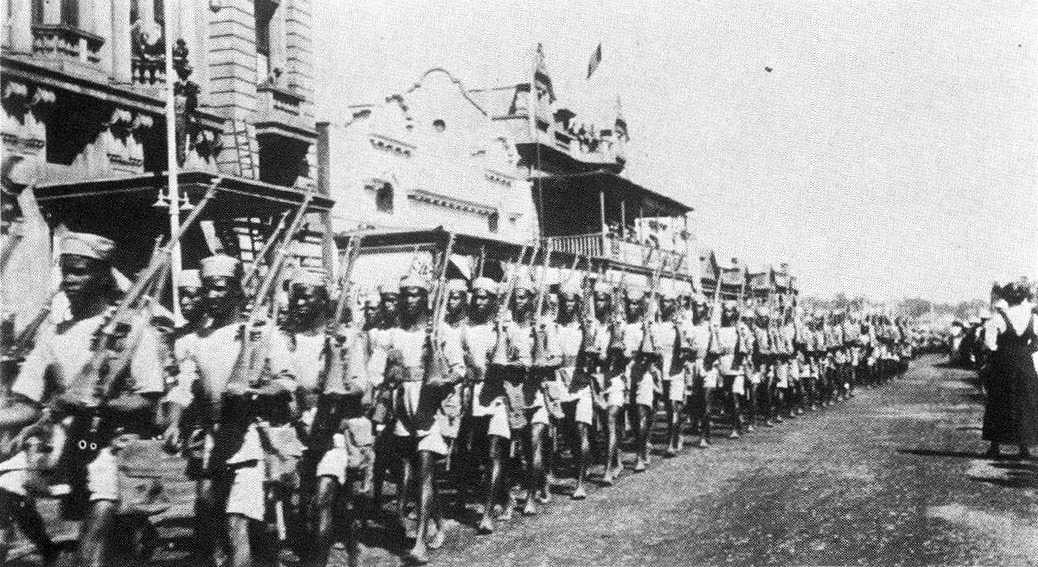
Soldats du 1er régiment indigène de Rhodésie défilant dans Salisbury avant de rejoindre l'Afrique de l'Est en 1916

À la fin de l'année 1915, les forces britanniques dans les régions frontalières de Rhodésie du Nord et du Nyassaland sur le flanc sud-ouest de l'Afrique orientale allemande étaient décimées par les maladies. Francis D. Chaplin, l'administrateur de la Compagnie en Rhodésie du Sud, offrit de créer une unité de 500 à 1 000 askaris et cela fut approuvé par le gouvernement britannique en mars 1916. La question du financement retarda la création du corps jusqu'au mois suivant quand il fut décidé que les dépenses de la Compagnie seraient remboursées par le Colonial Office.
Commençant en mai, les opérations de recrutement se concentrèrent initialement sur les Matabélés qui représentaient environ 20 % de la population noire de la Rhodésie du Sud car ils étaient réputés pour être de bons guerriers ; l'unité fut donc appelée le « régiment matabélé». Les origines des soldats étaient cependant plus diverses que prévu et un grand nombre de Mashonas et de Kalangas rejoignirent l'unité qui fut renommée « régiment indigène de Rhodésie » (RNR) le 15 mai 1916,. Le régiment était organisé selon des lignes culturelles et linguistiques avec des compagnies et des sections matabélées, mashonas, wayaos et autres. Les officiers blancs rattachés à l'unité étaient souvent recrutés en raison de leur connaissance d'une langue indigène ou du chilapalapa (en), un pidgin d'anglais et de plusieurs langues locales. Du fait des origines linguistiques variées des soldats, la compréhension et le respect des ordres était parfois difficile ; il était également courant que les troupes noires avancent leur méconnaissance de la langue lorsqu'elles étaient accusées de désobéissance ou de non-respect des directives.
Commandé par le lieutenant-colonel A. J. Tomlinson, le RNR, composé de 426 askaris et d'une trentaine d'officiers blancs quitta Salisbury en juillet 1916 pour rejoindre Beira. Ils continuèrent ensuite en direction de Zomba dans le Nyassaland où ils devaient recevoir un entraînement complémentaire non loin du théâtre d'opérations. À leur arrivée, la situation avait cependant évolué et le régiment fut envoyé à Neu Langenberg au nord du lac Nyassa où il reçut un entraînement rapide et six mitrailleuses. En octobre, l'unité fut divisée : une compagnie fut déployée à Buhora à environ 250 km au nord-est tandis que le reste fut envoyé à Weidhaven à 250 km au sud sur les rives du lac Nyassa puis à 160 km à l'est à Songea où il reçut l'ordre de « tenir… jusqu'à l'arrivée des renforts ». En dehors d'une compagnie envoyée en patrouille sur la route entre Songea et Weidhaven, le régiment s'installa dans la ville.
Les Allemands, qui avaient quitté Songea quelques semaines plus tôt, dépêchèrent 250 askaris de Likuyu et 180 autres de Kitunda pour reprendre la ville en novembre 1916. Cette dernière unité repéra la patrouille rhodésienne et lui tendit une embuscade près de Mabogoro. Pris par surprise, les soldats rhodésiens paniquèrent mais le sergent Frederick Charles Booth (en) parvint à restaurer la discipline et à repousser les Allemands qui se replièrent mais continuèrent vers Songea. Durant l'affrontement, Booth secourut un éclaireur blessé qui se trouvait à découvert au milieu du champ de bataille et le ramena à l'abri des lignes alliées sous le feu ennemi ; pour cet acte de courage, Booth reçut la Victoria Cross, la plus haute distinction militaire britannique, en juin 1917.

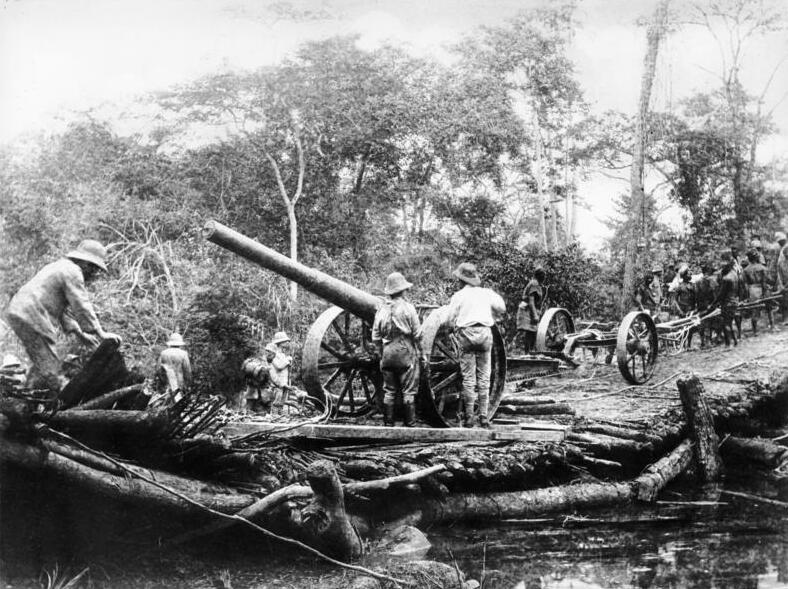
Soldats allemands avec un des canons de 105 mm récupérés sur l'épave du SMS Königsberg. Le RNR captura l'une de ces pièces d'artillerie en novembre 1916.

La colonne allemande de Kitanda arriva à Songea le matin du 12 novembre et 1916 et lança sans succès une attaque frontale contre les positions retranchées rhodésiennes. La colonne de Likuyu arriva dans l'après-midi et les Allemands firent le siège de la ville pendant douze jours avant de se replier vers Likuyu le 24 novembre. Les Rhodésiens furent relevés le lendemain par une unité sud-africaine et le régiment rejoignit Mwaya au nord du lac Malawi où elle retrouva la compagnie partie à Buhora. Cette dernière avait pris en embuscade une unité allemande qui progressait en direction de la Rhodésie du Nord avec un canon naval de 105 mm récupéré sur l'épave du croiseur léger SMS Königsberg coulé dans le delta du fleuve Rufiji en juillet 1915 ; les Rhodésiens capturèrent le canon et ses artilleurs.
En Rhodésie du Sud, les responsables de la Compagnie estimèrent que le déploiement du régiment avait été un succès et ils décidèrent de créer une seconde unité en janvier 1917. Les troupes déjà sur le terrain furent intégrées dans le 1er bataillon abrégé en « 1RNR » tandis que la nouvelle formation devint le 2d bataillon ou « 2RNR». Le recrutement commença aussitôt mais les difficultés rencontrées pour persuader les Mashonas et les Matabélés ruraux de rejoindre le 1er bataillon en 1916 poussèrent les recruteurs à se concentrer sur les noirs d'autres pays et notamment les travailleurs migrants du Nyassaland et de Rhodésie du Nord; les natifs du Nyassaland représentèrent finalement la moitié des effectifs du régiment. Au début du mois de mars, environ un millier de recrues avaient été entraînées à Salisbury. Dans le même temps, le 1RNR reçut l'ordre de garder le col d'Igali près de la frontière avec la Rhodésie du Nord pour empêcher une colonne allemande de menacer les implantations d'Abercorn et de Fife. Les Allemands parvinrent néanmoins à passer la frontière et les Rhodésiens se redéployèrent entre les deux villes pour pouvoir défendre celle qui serait attaquée. Finalement, les Allemands se replièrent dans leur territoire près de Galula sans être passés à l'offensive.
Les commandants rhodésiens décidèrent de détruire la colonne allemande en profitant de la topographie de la région ; les Allemands étaient acculés au lac Rukwa tandis que leurs flancs gauche (à l'est) et droit étaient respectivement marqués par les fleuves Songwe et Saisi. Le plan était de déployer des éléments du 1RNR le long du Saisi tandis qu'un bataillon des fusiliers africains du Roi serait disposés sur le Songwe ; le reste du RNR repousserait alors les Allemands vers le lac. Tomlinson interpréta cependant mal les ordres et lança une attaque immédiate avant que les unités ne se soient disposés le long des fleuves. Malgré leur infériorité numérique, les Rhodésiens gagnèrent du terrain mais les 450 soldats allemands avec leurs trois canons de 105 mm et leurs seize mitrailleuses se replièrent sur une zone surélevée. Ils contre-attaquèrent la semaine suivante et prirent trois mitrailleuses au RNR. Le colonel R. E. Murray, qui commandait une colonne de la BSAP à une dizaine de kilomètres ne se porta pas au secours du régiment qui parvint néanmoins à repousser l'attaque allemande au prix de 58 tués. Tomlinson fut rendu responsable de la débâcle mais il insista dans les années qui suivirent sur le fait qu'il avait suivi les ordres de Murray qui lui demandaient de tenir sa position ; il fut également choqué par le fait que ce dernier ne l'ait pas soutenu. Une enquête sur cette question fut lancée puis annulée quand Tomlinson fut blessé et renvoyé chez lui peu après la bataille.
Le 5 avril 1917, le 1RNR traversa le Songwe en direction de Kitanda au sud-est. Il progressa le long de la sinueuse rivière Lupa pendant 53 jours et à la mi-juin, l'unité se trouvait à 30 km au nord de la ville. Il reçut néanmoins l'ordre de se replier au nord vers Rungwe (en) et le régiment parcourut 420 km en 16 jours. Plusieurs historiens ont souligné cette rapidité et l'endurance remarquable des hommes du RNR. Alexandre Binda écrivit ainsi : « On ne peut qu'être ébloui par la robustesse et le courage de ces hommes qui l'air de rien marchèrent sur des distances inconcevables pour les soldats occidentaux contemporains ». McLaughlin avança que les soldats noirs du RNR se révélèrent bien plus résistants (mais pas immunisés) aux maladies tropicales que les blancs du 2d régiment de Rhodésie et qu'ils étonnèrent les observateurs européens en marchant souvent 50 km par jour dans les conditions difficiles de l'Afrique de l'Est. En juin 1917, le sergent Rita (ou Lita), un sous-officier noir que Tomlinson décrivit par la suite comme un « formidable soldat », reçut la Distinguished Conduct Medal, la plus haute distinction jamais accordée à un askari du RNR.
Le 1er bataillon harcela la colonne allemande en mouvement en août et septembre 1917. Deux médailles militaires furent décernées à des Rhodésiens durant cette période : au sergent Northcote pour avoir secouru un askari blessé sous les tirs ennemis à la fin du mois d'août et quelques jours plus tard au caporal Suga qui, bien que légèrement blessé, ramena le lieutenant Booth touché dans les lignes alliées. Le 2d bataillon du major Jackson quitta Salisbury à la tête de 585 askaris et de 75 blancs le 16 septembre 1917 et arriva à Mbewa sur la rive nord du lac Nyasa le 16 octobre. Le 1RNR resta en garnison pendant deux mois à Wiedhaven et le 2RNR réalisa des entraînements supplémentaires avant que les deux forces ne fusionnent le 28 janvier 1918 pour former le 2d régiment indigène de Rhodésie. La nouvelle unité se lança immédiatement à la poursuite des forces de Lettow-Vorbeck dont les effectifs avaient été ramenés à moins de 2 000 hommes et qui s'était replié au Mozambique portugais pour échapper aux Britanniques.
À la fin du mois de mai 1918, les contrats de deux ans signés par les 500 premiers volontaires du RNR arrivèrent à leur terme et la majorité de ceux qui n'avaient pas déjà été démobilisés, soit environ 400 hommes, rentrèrent chez eux. À Salisbury, ils furent accueillis à la gare par des milliers de personnes dont de nombreux représentants officiels, militaires et religieux. L'administrateur prénom Francis D. Chaplin donna un discours dans lequel il félicita les troupes pour avoir « fait respecter la réputation de la Rhodésie » et pour avoir joué « un rôle non négligeable dans la destruction de la puissance allemande en Afrique ».
Le RNR intercepta la colonne logistique allemande près de Mtarika le 22 mai 1918 et la détruisit tout en faisant de nombreux prisonniers. La colonne se trouvait néanmoins entre le corps principal de Lettow-Vorbeck et son arrière-garde et les Allemands purent contre-attaquer des deux côtés. L'affrontement se poursuivit jusqu'à la tombée de la nuit mais les Rhodésiens conservèrent leurs positions. Lettow-Vorbeck continua vers le sud avec le RNR toujours derrière lui. Cette poursuite se prolongea jusqu'à la fin de la guerre car les Allemands évitaient autant que possible le combat et se ravitaillaient en attaquant les villes isolées. De fait, le régiment rhodésien marcha plus de 3 600 km dans l'ouest du Mozambique et jusque dans les districts orientaux de Rhodésie du Nord sans parvenir à rattraper les unités allemandes. Après la reddition de Lettow-Vorbeck à Abercorn le 25 novembre 1918, le RNR retourna à Salisbury où il fut démobilisé l'année suivante. Le régiment continua d'exister pendant deux ans avant d'être officiellement dissous en février 1921.

## Front intérieur

### Débat sur la conscription

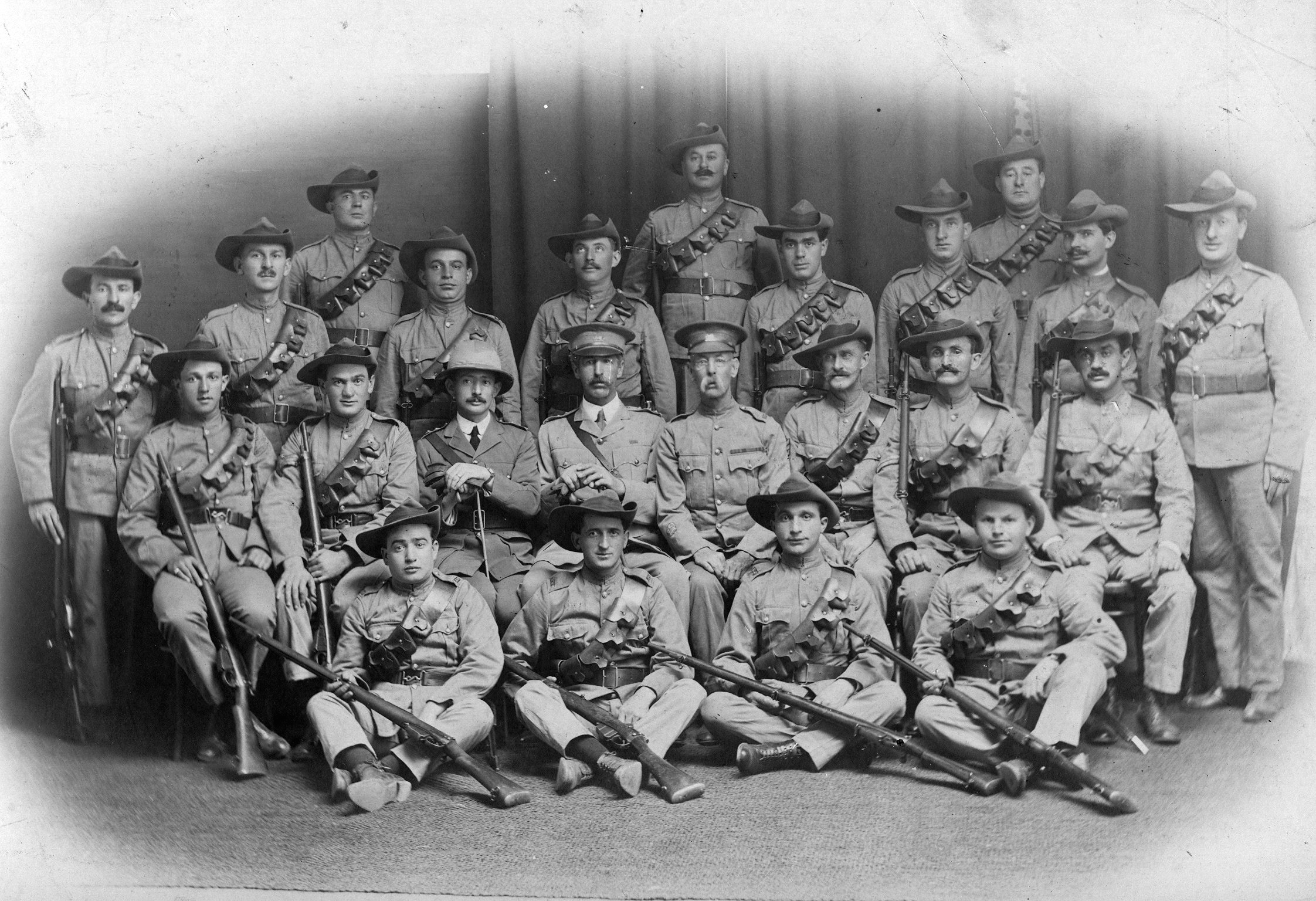
Membres des réserves rhodésiennes en 1916

Durant la Première Guerre mondiale, toutes les troupes rhodésiennes étaient composées de volontaires. Tous les colons blancs en âge de combattre n'avaient donc pas à quitter la vie civile pour rejoindre l'armée notamment au début du conflit. La plupart travaillaient en effet dans des industries vitales comme les mines et la Compagnie n'accordait pas d'indemnités aux épouses des soldats mariés ; ainsi seuls les célibataires occupant des fonctions non essentielles avaient une certaine obligation morale à s'enrôler. Le 2d régiment de Rhodésie levé au début de l'année 1915 excluait spécifiquement les hommes mariés de ses rangs pour que leurs familles ne soient pas mises en difficulté en leur absence. Ceux qui restaient au pays étaient néanmoins fortement incités à contribuer localement à la défense du pays en rejoignant notamment les volontaires de Rhodésie du Sud ou les réserves rhodésiennes ; les éditoriaux dans les journaux affirmaient que ceux qui ne le faisaient pas manquaient à leur devoir de patriote et avertissaient que la conscription pourrait être instaurée si trop peu d'hommes s'engageaient.
Le concept de conscription était contraire à la tradition politique britannique mais l'ampleur gigantesque du front de l'Ouest obligea son instauration au Royaume-Uni en janvier 1916. Les journaux The Rhodesia Herald et Bulawayo Chronicle annoncèrent cette nouvelle dans des éditions spéciales. La population rhodésienne était très partagée sur la question ; la Compagnie craignait que la perte d'ouvriers qualifiés blancs ne mette en péril les activités minières cruciales pour l'économie de la colonie et l'union agricole rhodésienne estimait que les agriculteurs blancs devaient rester pour les mêmes raisons. À la suite de l'insurrection anti-coloniale menée dans le Nyassaland par John Chilembwe en 1915, certains considéraient également qu'il était nécessaire de conserver suffisamment de colons blancs dans la colonie pour se prémunir contre de possibles rébellions des populations noires.
À la fin de l'année 1916, la plupart des colons qui souhaitaient rejoindre l'armée l'avaient déjà fait et certains suggérèrent le recrutement d'hommes âgés pour la défense locale afin de permettre le déploiement outre-mer des plus jeunes. En 1917, la Compagnie créa un comité chargé de définir la politique de défense de la colonie pendant et après le conflit ; son rapport, remis en février 1918, décrivait le volontariat comme inefficace et recommandait la mise en place d'une conscription obligatoire pour les blancs même après la fin de la guerre (il n'était pas fait mention du déploiement de troupes noires dans le futur). La Compagnie proposa le mois suivant l'enregistrement de tous les hommes blancs de 18 à 65 ans en prévision d'une certaine forme de conscription mais cela fit scandale en particulier chez les agriculteurs. Devant cette opposition, l'administration se rétracta et abandonna discrètement l'idée après l'armistice.

### Économie

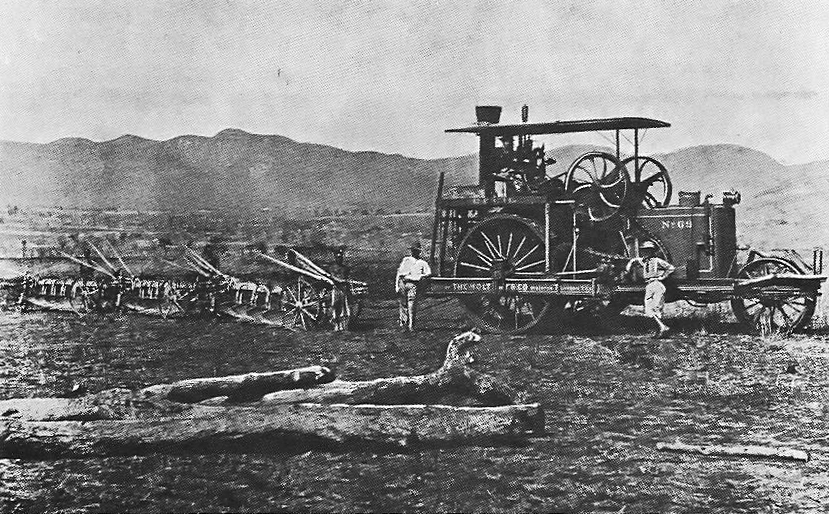
Travaux agricoles près d'Umtali dans l'est de la Rhodésie du Sud dans les années 1910

La Compagnie n'était pas enthousiaste à l'idée de devoir consacrer toutes les ressources de la Rhodésie du Sud à l'effort de guerre car elle voulait maintenir le fonctionnement de l'économie coloniale. Des restrictions furent imposées mais à une échelle moindre qu'en Grande-Bretagne. Le secteur marchand souffrit, les prix augmentèrent fortement et les exportations s'effondrèrent du fait du départ d'un grand nombre de travailleurs blancs mais l'industrie minière sur laquelle reposait la viabilité de l'économie rhodésienne continua à se développer malgré les occasionnelles pénuries de main d'œuvre. La Compagnie annonça une production d'or et de charbon record en 1916 et commença à exporter du ferrochrome. Les opérations de prospection permirent de découvrir un gisement de tungstène, une autre ressource stratégique, près d'Essexvale (en) dans le sud du pays en mai 1917.
L'agriculture, qui représentait l'autre base de l'économie rhodésienne, rencontra plus de difficultés en partie parce que la Compagnie, à la demande des représentants britanniques, accorda la priorité à l'industrie minière. Les fermiers étaient cependant optimistes après le déclenchement du conflit en estimant que l'Empire aurait désespérément besoin de nourriture et qu'ils échapperaient à l'inflation en consommant leurs propres récoltes. Même si ces évaluations se révélèrent globalement exactes, les problèmes logistiques entravèrent les exportations et le manque de main d'œuvre fut un problème récurrent. Des initiatives furent menées pour accroître la production agricole afin de nourrir un plus grand nombre de personnes en Grande-Bretagne mais la Rhodésie était trop éloignée et ses exportations trop faibles pour que cela ait un réel impact. À partir de février 1917, le beurre de Rhodésie arriva néanmoins dans les magasins du Royaume-Uni.
La guerre commença à affecter sévèrement l'économie à la fin de l'année 1917. La Compagnie menaça d'imposer un rationnement de l'essence en novembre 1917 et au début de l'année 1918, elle créa un impôt sur le revenu pour équilibrer le budget. À la fin des hostilités, la Compagnie avait dépensé environ deux millions de livres (environ 590 millions de livres de 2011) pour l'effort de guerre dont une grande partie fut financée par les contribuables rhodésiens avec une petite aide du gouvernement britannique.

### Propagande et opinion publique

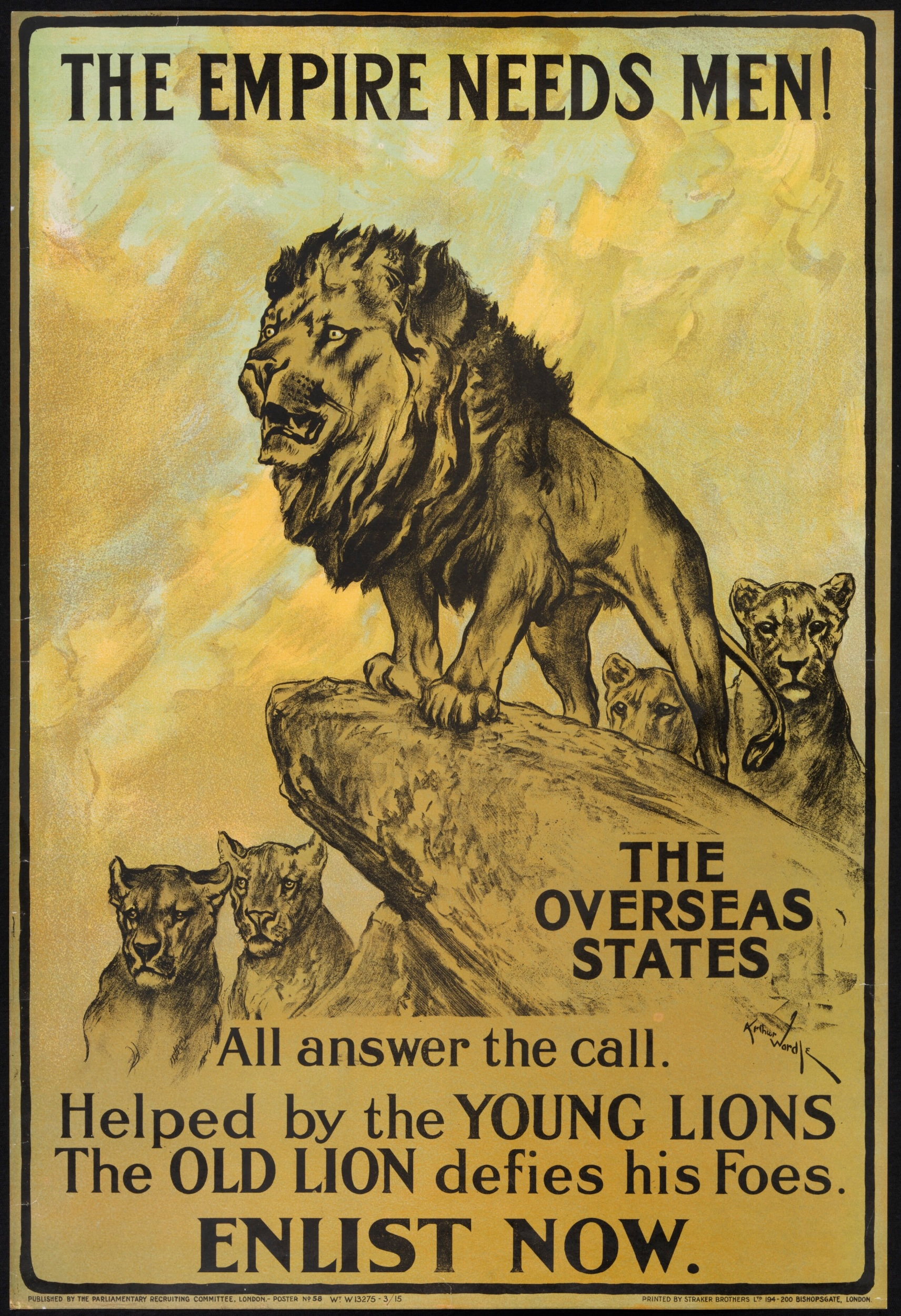
Affiche de propagande britannique appelant tous les hommes de l'Empire à s'enrôler

La propagande fut largement utilisée par les deux camps pour encourager leurs populations respectives et justifier la poursuite de la guerre. En Rhodésie, The Rhodesia Herald et le Bulawayo Chronicle publiaient régulièrement des articles sur les atrocités commises par les Allemands aux côtés d'autres sur le courage extraordinaire et les actes de bravoure des troupes britanniques. Les sentiments antigermaniques étaient particulièrement présents dans la colonie et étaient régulièrement attisés par les journaux.
Durant la première période de forte germanophobie dans les mois qui suivirent le début du conflit, de nombreux colons allemands ou autrichiens en âge de combattre furent arrêtés, officiellement en tant que prisonniers de guerre, et furent envoyés dans des camps d'internement en Afrique du Sud. La romancière Gertrude Page écrivit une lettre ouverte dans laquelle elle se portait garante de la loyauté d'un jeune Allemand qu'elle employait et elle fut en retour accusée d'être antipatriotique. Un second paroxysme suivit la destruction du paquebot RMS Lusitania par un sous-marin allemand le 7 mai 1915. The Rhodesia Herald publia un éditorial demandant à la Compagnie d'interner tous les résidents allemands et autrichiens encore présents dans la colonie et de fermer leurs commerces. Un rassemblement organisé à Umtali remit à l'administrateur une résolution lui demandant de confisquer tous les propriétés appartenant à des ressortissants allemands ou autrichiens « en représailles de la barbarie allemande ». La majorité de ceux qui se trouvaient encore en Rhodésie fut rapidement déportée dans des camps en Afrique du Sud.
D'autres périodes de fort sentiment antigermanique suivirent l'exécution de l'infirmière britannique Edith Cavell en Belgique en octobre 1915, l'intensification des attaques aériennes par les zeppelins sur les villes britanniques en 1917 et la révélation de l'existence supposée des kadaververwertungsanstalt où les corps des soldats des deux camps tués au combat étaient prétendument utilisés pour produire de la nitroglycérine, des lubrifiants et d'autres produits.
Une petite élite noire et urbaine qui avait été éduquée dans les missions chrétiennes existait en Rhodésie au moment de la guerre ; elle s'identifiait fortement avec la société blanche coloniale et se sentait donc concernée par le conflit. À l'inverse, la grande majorité des noirs de la colonie conservaient leurs modes de vie tribaux et ruraux et l'historien McLaughlin avança que pour eux, la guerre « aurait pu être menée par des extraterrestres sur d'autres planètes vu leurs liens avec les événements en Europe ». Certains se sentirent obligés de « combattre leur pays » et voyaient les difficultés de la Rhodésie et de l'Empire comme les leurs mais la majorité considérait qu'il s'agissait d'un conflit entre blancs qui ne les concernaient pas. Cette dernière catégorie se préoccupait peu du conflit mais s'inquiétait des répercussions qu'il pourrait avoir sur elle. Peu après le conflit, des rumeurs se répandirent dans les communautés noires rurales selon lesquelles la Compagnie avait l'intention de les enrôler et 'annonce de la rébellion Maritz fit craindre aux Matabélés que leur bétail allait être réquisitionné pour nourrir les troupes blanches en route vers le sud. Rien de cela ne se réalisa.
Les commissaires délégués aux affaires tribales de la Compagnie s'inquiétèrent d'une possible insurrection noire au début de l'année 1915. Le commissaire en chef Herbert Taylor, estimait que les missionnaires étrangers encourageaient secrètement les noirs à imiter la révolte de Chilembwe au Nyassaland et en leur disant que les noirs y étaient massacrés par les Britanniques. Il n'y eut pas de véritables troubles en Rhodésie du Sud mais l'administration prit des mesures. Conscient que les svikiro (chamans) mashonas avaient joué un rôle important dans les révoltes des années 1890, la Compagnie adopta des législations permettant d'emprisonner ceux qui deviendraient trop populaires.
La seule véritable menace d'insurrection noire en Rhodésie du Sud durant la guerre eut lieu en mai 1916 juste après que la Compagnie ait ordonné le recrutement de soldats pour le RNR dans le Matabeleland. Les recruteurs s'efforcèrent d'expliquer qu'ils ne voulaient que des volontaires et la plupart des chefs locaux étaient favorables à l'initiative voire enthousiastes comme le chef Ndiweni qui tenta d'encourager ses sujets en envoyant ses propres fils dans l'unité. Dans certaines zones, des rumeurs avançaient cependant que tous les hommes noirs allaient être enrôlés de force. À Insiza dans le sud-ouest de la Rhodésie, le chef Maduna menaça de se révolter et distribua des armes à une centaine d'hommes ; il recula quelques semaines plus tard quand il devint clair que les rumeurs d'une conscription étaient fausses. Certains essayèrent de dissuader les possibles candidats et un noir de Bulawayo fut condamné en juillet 1915 à 4 £ (environ 340 £ de 2011) d'amende pour avoir avancé que les conducteurs noirs de Rhodésie du Sud de l'unité logistique britannique en Afrique de l'Est se faisaient trancher la gorge par les Allemands. Matthew Zwimba, le fondateur de l'Église syncrétiste de l'Oiseau blanc dans le Mashonaland, fut condamné à six mois de travaux forcés pour avoir conseillé à des jeunes noirs de ne pas rejoindre le RNR car les Britanniques avaient commis des crimes envers Dieu en 1913.
La petite communauté boer de la colonie était partagée sur la question du conflit. Certains soutenaient le Royaume-Uni par loyauté envers la Rhodésie mais d'autres, se rappelant des guerres des Boers, montrèrent peu d'enthousiasme pour cette cause. Dans les régions rurales où le nationalisme afrikaner était le plus fort, les Allemands étaient parfois considérés comme de potentiels libérateurs de la domination britannique. Les Afrikaners de Rhodésie du Sud furent donc souvent accusés de saper l'effort de guerre. Si certains chefs de la communauté se prononcèrent en faveur du Royaume-Uni et offrirent de fournir des hommes, d'autres firent pression sur les membres de la communauté voire sur leurs employés noirs pour qu'ils ne s'enrôlent pas.

### Femmes
Comme dans la plupart des sociétés pionnières, la communauté blanche de Rhodésie du Sud était majoritairement masculine ; au début de la Première Guerre mondiale, les hommes étaient ainsi presque deux fois plus nombreux que les femmes. Comme les blanches étaient si rares et la main d'œuvre noire peu coûteuse pour les tâches domestiques, la plupart des femmes de colons ne travaillaient pas et consacraient leur temps à superviser la gestion du foyer et l'éducation des enfants. Ce mode de vie se poursuivit durant le conflit alors qu'en Grande-Bretagne, les femmes remplacèrent les hommes partis au front dans les usines et les champs. Il n'existait cependant pas d'usines d'armement en Rhodésie et la possibilité pour les femmes de travailler dans les mines fut jugée peu réalisable. Certaines épouses d'agriculteurs s'occupèrent des affaires de leur exploitation en l'absence de leurs maris mais cette situation fut relativement rare.
La contribution à la guerre des Rhodésiennes fut notamment d'organiser des collectes de fonds et de produits au sein d'associations caritatives. Elles envoyaient aux troupes des « colis de réconfort », contenant des bonnets, des gants et des écharpes qu'elles avaient tricotés ainsi que des journaux, du savon et de la nourriture. Ces colis aidaient à maintenir le moral des hommes et en particulier ceux se trouvant dans les camps de prisonniers. Après l'armistice, elles mirent en place une assistance financière pour les soldats en Europe qui n'avaient pas les moyens de payer leur voyage de retour et organisèrent des visites pour ceux en convalescence dans les hôpitaux britanniques.
Comme en Grande-Bretagne, certaines Rhodésiennes offraient des plumes blanches symbolisant la couardise aux hommes ne portant pas l'uniforme militaire. Cette pratique eut cependant des effets néfastes car beaucoup d'hommes qui en recevaient n'essayaient pas d'échapper à leur devoir. En 1916, The Rhodesia Herald tenta de mettre un terme à ce harcèlement en publiant les noms de ceux qui s'étaient portés volontaires mais avaient été jugés inaptes par les médecins militaires.
Les femmes noires jouèrent un rôle mineur dans les unités comme le RNR en accompagnant les soldats noirs dans les zones d'opération et en réalisant les tâches domestiques dans les camps. Un grand nombre était originaire d'Afrique de l'Est et s'était rapproché des soldats qui y opéraient. Les officiers toléraient leur présence pour soutenir le moral des troupes et jugeaient probablement que les chasser pourrait entraîner une mutinerie.

### Dons et collectes
Les colons de Rhodésie du Sud mirent en place un certain nombre de collectes de fonds pour aider les victimes des combats ou leurs familles, pour fournir du ravitaillement aux troupes ou pour financer l'achat d'équipements militaires comme des avions. Au total, ces actions permirent de lever environ 200 000 £ soit environ 60 millions de livres de 2011,. Le Tobacco Fund créé en septembre 1914 connut un large succès. Les donateurs achetaient du tabac et des cigarettes de Rhodésie du Sud pour les envoyer aux forces britanniques. Cela était destiné à remonter le moral des hommes mais également à encourager l'immigration après la guerre car les étiquettes sur les boites de tabac présentaient une carte de l'Afrique avec un Soleil radieux sur la Rhodésie. Durant la guerre, les troupes britanniques et coloniales consommèrent 140 539 boites de tabac rhodésien de 2 onces (57 g) et 4 004 000 paquets de 10 cigarettes. Lors d'une autre initiative, environ six tonnes d'agrumes récoltées localement furent envoyées aux hôpitaux militaires en Afrique du Sud et en Grande-Bretagne. À partir de juillet 1915, les Rhodésiens rassemblèrent des fonds pour acheter des avions au Royal Flying Corps. La colonie acheta ainsi trois appareils d'une valeur unitaire de 1 500 £ (environ 130 000 £ de 2011) qui furent appelés Rhodesia no 1, 2 et 3. Les habitants de la ville de Gatooma réalisèrent leur propre collecte qui permit l'achat de deux avions supplémentaires : Gatooma no 1 et 2,.
L'élite noire des villes participa aux collectes et aux organisations des colons et créa également les siennes. Une réception pour lever des fonds fut ainsi organisée à Salisbury en mars 1915 en présence d'Herbert Taylor qui donna des discours en anglais, en sindebele et en shona. À l'inverse, les noirs ruraux ne comprenaient pas toujours le concept de donner de l'argent à un fonds pour l'armée et croyaient parfois qu'ils étaient frappés par un nouvel impôt. Quand le chef matabélé Gambo commença à collecter les dons de son peuple au début de l'année 1915, il prit grand soin d'expliquer l'objectif de l'initiative et sa nature volontaire mais certains villageois crurent à tort que leur bétail serait confisqué s'ils ne donnaient pas d'argent. La Compagnie envoya par la suite des représentants dans les campagnes pour clarifier ce point. La petite communauté kalanga du sud-ouest du pays contribua de manière disproportionnée aux effectifs du RNR et se fit remarquer par ses larges dons ; en juin 1915, elle rassembla ainsi 183 £ (environ 15 700 £ de 2011), « une somme colossale » selon l'historien Timothy Stapleton.

### Pandémie de grippe
La grippe de 1918, souvent surnommée à l'époque la « grippe espagnole », se répandit rapidement en Rhodésie du Sud depuis l'Afrique du Sud en octobre 1918. Une semaine après l'identification du premier cas à Salisbury, plus de 1 000 personnes étaient tombées malades. Les bâtiments publics furent transformés en hôpitaux, des campagnes furent lancées pour trouver des infirmières expérimentées, des soupes populaires furent créées pour nourrir les enfants dont les parents étaient trop malades pour s'occuper d'eux et les journaux publiaient les consignes de base pour se protéger de l'infection. Les quartiers où habitaient les mineurs noirs furent les plus touchés mais même les villages les plus reculés eurent des victimes. De nombreux membres du régiment indigène furent infectés et 76 d'entre eux en moururent. Lorsque l'épidémie cessa en Rhodésie du Sud au milieu du mois de novembre, elle avait fait des milliers de morts.

## Fin de la guerre
L'annonce de l'armistice du 11 novembre 1918 arriva en Rhodésie du Sud le même jour et fut annoncée à la population de Salisbury par la sirène de la brasserie Castle. Des manifestations hystériques commencèrent presque immédiatement et dans la soirée, un grand feu de joie fut organisé au sommet de l'inselberg de la ville avec de nombreux feux d'artifice ; les festivités à Bulawayo se prolongèrent sans interruption pendant 48 heures.
Une fois les célébrations terminées, il fallut mettre en place l'après-guerre et notamment organiser le retour des soldats ayant combattu en Europe et leur réintégration dans la société. En 1916, la Compagnie avait mis de côté 250 000 acres (100 000 ha) de terres agricoles pour les donner aux vétérans blancs et au début de l'année 1919, elle créa un organisme gouvernemental pour les aider à retrouver du travail. Beaucoup restèrent cependant au chômage pendant quelques années et certains des blessés les plus graves restèrent en Grande-Bretagne du fait de la faiblesse des infrastructures hospitalières en Rhodésie. Le retour des vétérans du front de l'Ouest s'étendit sur toute l'année 1919 et le 30 mai, le conseil législatif (en) adopta une résolution pour les remercier:
Dans le même temps, les chefs tribaux rhodésiens, envoyèrent conjointement une déclaration au roi George V,:

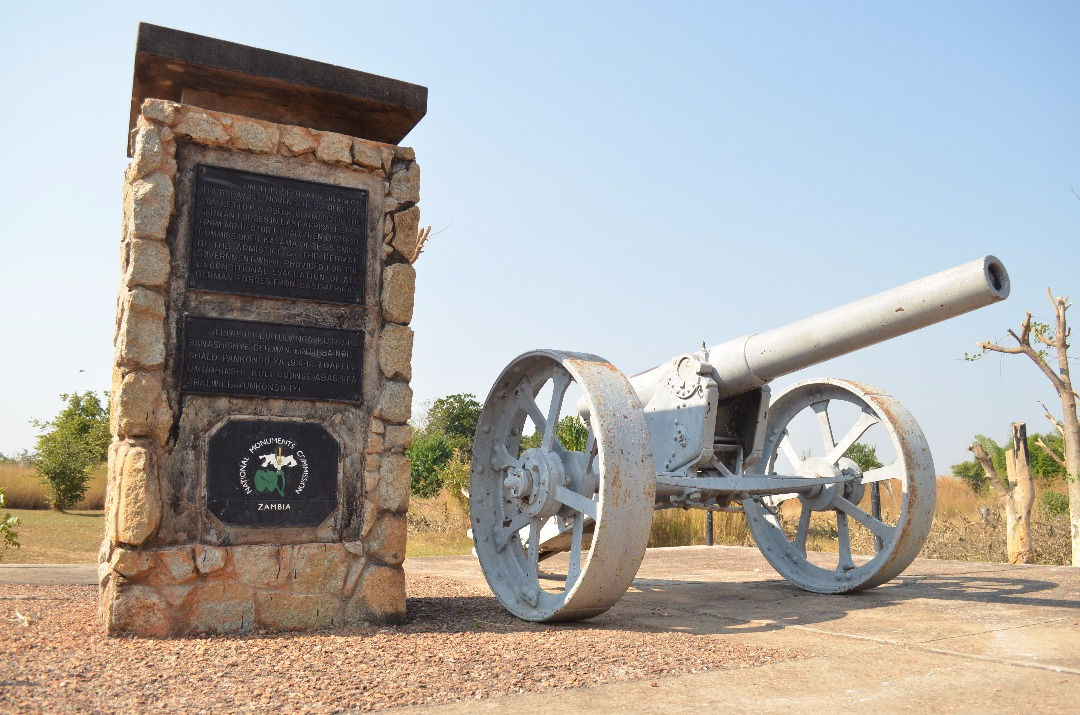
Monument de Chambeshi, commémorant l'emplacement de l'ordre de reddition donné à Von Lettow-Vorbeck, et donc la fin de la Première Guerre mondiale.

Le dernier combat de la Première Guerre mondiale impliquant les Armées allemandes et britanniques a eu lieu après l'Armistice, le 14 novembre 1918, lorsque les troupes du général Paul von Lettow-Vorbeck ont pris la ville de Kasama, avant d'immédiatement déposer les armes lorsqu'ils furent mis au courant de la signature de l'Armistice.
En proportion de sa population blanche, la Rhodésie du Sud a plus contribué à l'effort de guerre britannique que tout autre territoire de l'Empire, y compris le Royaume-Uni. Environ 40 % des hommes blancs de la colonie soit 5 716 personnes, revêtirent l'uniforme et 1 720 le firent en tant qu'officiers. Les Rhodésiens noirs étaient représentés par les 2 507 soldats du régiment indigène de Rhodésie, les 350 qui intégrèrent différentes unités britanniques et sud-africaines et les dizaines d'éclaireurs noirs des 1er et 2d régiments de Rhodésie qui servirent dans le Sud-Ouest africain et en Afrique orientale,. Au total, plus de 800 Rhodésiens du Sud, de toutes origines, moururent durant la Première Guerre mondiale ; plus de 700 étaient des blancs tandis que le RNR perdit 146 hommes.

## Héritage

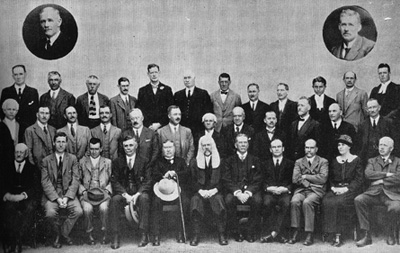
Le premier gouvernement responsable de Rhodésie du Sud en 1924

Les récits de guerre des vétérans rhodésiens blancs commencèrent à être publiés dans les années 1920 et le conflit devint un élément clé de l'histoire nationale même si le rôle joué par les troupes noires fut souvent minimisé. La contribution de la colonie à l'effort de guerre britannique et le haut niveau de mobilisation fut une source de grande fierté pour la communauté blanche de même que pour certains Noirs,. Un mémorial national formé d'un obélisque de 15 m fut construit à Salisbury en 1919 grâce à des contributions du public. Des soldats, un noir et un blanc, étaient représentés sur des reliefs sur chaque côté et une inscription lisait « 1914-1918—Nous avons combattu et sommes morts pour notre Roi ». Cinq ans plus tard, le lieutenant-général J. A. Methuen organisa l'érection d'une croix de pierre de 9 m pour honorer les soldats noirs morts sur un inselberg près d'Umtali.
Les contributions militaires de la Rhodésie du Sud lui permirent d'être considérée par le Royaume-Uni comme méritant de recevoir un gouvernement responsable, ce qui fut accordé en 1923. Le territoire devint alors une colonie autonome mais sans être un dominion. Devenue responsable de sa propre défense, Salisbury adopta une conscription limitée en 1926 et le régiment de Rhodésie fut recréé l'année suivante. Les liens avec le corps royal des fusiliers du Roi perdurèrent et la nouvelle unité rhodésienne adopta son uniforme et ses insignes tandis que le roi George V lui accorda les honneurs de bataille gagnés par l'ancien régiment durant la Première Guerre mondiale,,.

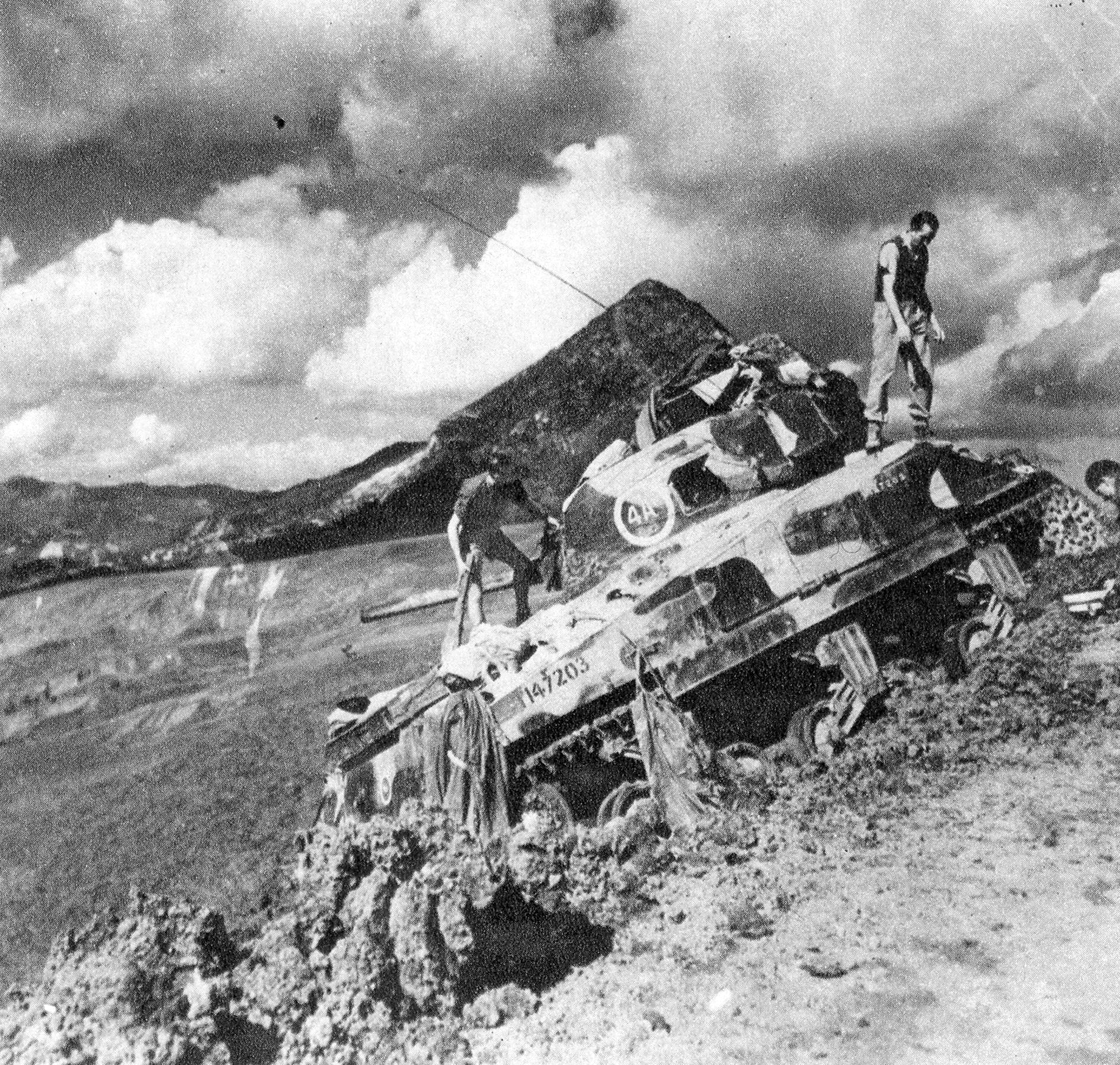
Sherman rhodésien de la 6e division blindée sud-africaine durant la campagne d'Italie en 1944

Pendant la Seconde Guerre mondiale, la Rhodésie du Sud soutint à nouveau le Royaume-Uni avec enthousiasme et déclara la guerre à l'Allemagne avant toutes les autres entités de l'Empire britannique. Plus de 24 000 Rhodésiens blancs servirent durant le conflit faisant à nouveau de la colonie, le plus gros contributeur à l'effort de guerre, en proportion de sa population blanche, de tout l'Empire. Comme lors de la Première Guerre mondiale, les Rhodésiens du Sud furent répartis dans des petites unités de l'armée de terre, de l'armée de l'air et de la marine britannique. Des sections exclusivement rhodésiennes servirent à nouveau dans le KRRC, et l'unité des fusiliers africains rhodésiens créée en 1940 était sur de nombreux points une résurrection du régiment indigène rhodésien. L'aviation militaire continua à se développer dans l'entre-deux-guerres et la colonie fournit trois escadrons à la Royal Navy tandis que les terrains d'entraînement rhodésiens permirent la formation de 8 235 pilotes,.
Après le second conflit mondial, la Rhodésie du Sud continua à fournir des troupes au Royaume-Uni et des unités rhodésiennes participèrent aux luttes coloniales en Malaisie, à Aden, à Chypre et au Koweït (en). Quand le gouvernement rhodésien proclama unilatéralement son indépendance en 1965, il le fit délibérément le 11 novembre afin de souligner les relations militaires entre le pays et le Royaume-Uni. La proclamation fut signée à 11 h CAT durant les deux minutes de silence traditionnelles en l'honneur des victimes de la Première Guerre mondiale,.
Depuis la reconstitution du pays qui devint le Zimbabwe en 1980, l'administration de Robert Mugabe a retiré de nombreux monuments commémorant les guerres mondiales en estimant qu'ils rappelaient la domination de la minorité blanche et le colonialisme. Cette vision était en partie liée au fait que ces mémoriaux honoraient également les victimes de la Compagnie durant les guerres matabélées ainsi que les soldats des forces de sécurité rhodésiennes morts durant la guerre du Bush dans les années 1970. De nombreux Zimbabwéens considèrent aujourd'hui la participation de leur nation dans les guerres mondiales comme une conséquence de la domination coloniale qui avait plus à voir avec la communauté blanche qu'avec la majorité noire. L'obélisque du mémorial national existe toujours mais les reliefs et les inscriptions ont été retirés. La croix de pierre près d'Umtali, devenu Mutare, est l'un des derniers mémoriaux encore intacts même si sa signification a largement été oubliée.